# アマルガス号事件
アマルガス号事件（アマルガスごうじけん）は2001年1月に台湾墾丁国家公園地域内で発生した貨物船の座礁に起因する環境汚染事件。2003年、行政院環境保護署（環保署）はノルウェーの裁判所に対し損害賠償請求訴訟を起こし、台湾で初めての国際問題にまで発生した重油流出・海洋汚染事件である。

## 事件発生
2001年1月14日（台湾時間、UTC+8）、ギリシャ船籍の貨物船アマルガス号（Amorgos、35000トン）が鉄鉱石を満載しインドから中国大陸に向けて台湾南部の海域を航行中、エンジントラブルに見舞われ航行不能となり、12時間の漂流の後20時頃に墾丁の海域で座礁した。事故発生の報告を受けた台湾交通部と国軍は直ちに救助活動を展開し、23時に船上に取り残された船員25名全員を救助した。翌15日、花蓮港務局に災害対策本部が設置され、漏油対策の準備に着手すると共に船主及び保険会社に対し善後策の要請を行なった。
18日、アマルガス号の船体に亀裂が発生し燃料漏れが発生した。環保署は直ちに2000年10月に成立した『海洋汚染防治法』の規定に従い花蓮港務はアマルガス号船員の出国を制限した。

## 事件の経過
海洋汚染の被害を受けた龍坑生態保護区は交通の便が悪く、また珊瑚礁の群生地であったことから珊瑚礁及び岩石に重油が入り込み、また東北の季節風の時期に当り海上は時化模様であり、協力のため出港した中油公司の船舶がアマルガス号に接近できないなど海上での行動に大きな支障を来たした。そのため環保署は軍の出動を要請したが、軍船舶も時化のため出港できず、僅かに海岸で人力による善後策が講じられるに過ぎなかった。そうした中でも船主がチャーターした救難船により2月3日までに217.6トンの流出重油が回収された。
2月6日、環保署は複数の行政組織による対策チームを組織し、内政部、交通部、国防部、海巡署、農委会、屏東県政府、中油公司などと協力し対策計画と関連の協議を行なった。
海岸の重油汚染は2月16日まで合計1万人を投入し462トンを除去した。2月17日から3月24日までは2千人を投入し礁岩の重油除去を行い513トンを除去、更に3月25日から5月18日にかけて3万5千人を投入し高圧放水により549トンを除去するなど、合計3500トンの重油除去を行なった。
船主による船舶に残された燃料除去作業は3月、5月、6月に行なわれ、合計148.8トンを撤去し6月12日に完了した。燃料除去作業完了以前、屏東県政府は船会社に対し1日当り150万NT$の罰金を課し、それは98日にも及んだ。
重油除去及び燃料撤去作業完了後、交通部は7月2日に事故海域の事故船舶撤去チームを組織した。積荷の鉄鉱石を除去し、10月16日にアマルガス号を水深1000メートルの海域に移動させた上で沈没させ作業を完成させた。

## 汚染の状況
事件が発生した龍坑生態保護区は珊瑚礁が群生し、そこに海草を初め各種魚類、貝類、甲殻類が豊かな生態系を形成していた。しかし重油流出事故により海底生物は死滅し、付近に生息していた海鳥も重油にまみれるなど大きな環境破壊を引き起こした。特に絶滅危惧種であるヤシガニは龍坑が主要生息地であったためその生態に大きな影響を与えた。龍坑地区では白沙鼻から坑仔内までの約3.5キロメートルの海岸が汚染され、その中でも700から900メートルの海岸線の被害が最もひどく、汚染海域は20ヘクタールにも及んだ。また間接的な被害として重油除去作業中に多くの作業員により踏みつけられた珊瑚礁の被害も無視できない被害をもたらした。

## 影響

### 環保署長辞任
アマルガス号事件発生後、各界世論は政府の対応の遅れが被害の拡大を招いたとの批判を行い、また環保署長林俊義が発表した「人工除汚」計画も大きな批判にさらされた。2月8日、林俊義は行政院長張俊雄に対し口頭で辞意を表明（この時は慰留）、2月末には交通部長葉菊蘭より書面により辞職勧告が提出されると林俊義は環境署長を辞任、副署長の李界木も同時に引責辞任した。

### 船員の拘束
重油流出事件発生後アマルガス号の全ての船員は法律により出国を制限された。しかし除去作業及び法的手続きの進行に伴い大部分の船員は出国制限を解除されギリシャへ帰国したが、ギリシャ籍の船長と機関長は船会社との賠償協議が遅々として進まない状況下で拘束が続いた。同年7月下旬、船長及び機関長の家族はギリシャの国会議員及びマスコミに対し陳情を行い、またギリシャ外務省は台湾のギリシャ代表部を閉鎖する可能性を示唆するなどを行なった。8月14日、両名は出国禁止が解除され、10月には船長の不起訴処分が決定した。

### 国際賠償
環境署によれば重油除去作業による関係部門の支出の合計は9300万NT$に達した。船会社との協議により重油除去に関する賠償として6133万NT$の金額が決定したが、生態系に対する賠償協議は遅々として進まなかった。そのため環保署は2003年1月に事件が発生した屏東地方法院に提訴し、同時にノルウェーの裁判所にも3億5,000万NT$の損害賠償を求める訴えを起こした。2005年1月、ノルウェーの裁判所は台湾政府の訴えを認め、船主に対し953万NT$の生態観測費用の支払いを命じた。しかし同時に判決で台湾政府は1687万NT$の訴訟費用と全ての珊瑚修復費、漁業修復費、観光及び税収入損失に関しての訴えを退けた。環保署はこれに対し不満を表明、2月に珊瑚修復及び観光損失部分の補償を求めて上訴した。同年末、証拠不十分を自覚した環保署は勝訴は見込めないと判断、同時に国際訴訟の経費を考慮し上訴を撤回、協議に依る和解へと方針を転換した。2006年8月10日、環保署と船主は海域生態、公的部門の損害賠償に関し3400万NT$の賠償で和解が成立し、半額を生態系復元のため、半額を弁護士費用とすることで決着した。
漁業賠償は2004年6月に合意に達し、アマルガス号の船主は1億2000万NT$の漁業補償を支払うことで合意し、7月に交付された。その他行政課徴金900万NT$、林業補償180万NT$、貨物撤去費用8,000万NT$が船主より支払われ、賠償金総額は2億8000万NT$に達した。

### その他
- 2002年、環保署は1月14日を「台湾海域受難日」に制定した。